# Epicauta gorhami
Epicauta gorhami is een keversoort uit de familie van oliekevers (Meloidae). De wetenschappelijke naam van de soort is voor het eerst geldig gepubliceerd in 1873 door Marseul.